# Bull Island (Antarktika)
Bull Island ist eine Felseninsel im Rossmeer vor der Borchgrevink-Küste des ostantarktischen Viktorialands. Sie liegt zwischen dem Kemp Rock und Heftye Island in der Gruppe der Possession Islands südöstlich der Adare-Halbinsel.
Der United States Geological Survey kartierte sie anhand eigener Vermessungen und Luftaufnahmen der United States Navy aus den Jahren von 1960 bis 1963. Das Advisory Committee on Antarctic Names benannte sie 1969 nach dem Norweger Henryk Bull (1844–1930), der dieses Gebiet 1895 mit dem Schiff Antarctic unter Kapitän Leonard Christensen (1857–1911) erkundete und dabei am 24. Januar am Kap Adare zu den vermeintlich ersten Menschen zählte, die den antarktischen Kontinent betraten.